# Ansó
Ansó é um município da Espanha na província de Huesca, comunidade autónoma de Aragão, de área 224,05 km² com população de 500 habitantes (2007) e densidade populacional de 2,23 hab./km².
Entre as casas de Ansó foram deixadas umas passagens estreitas que se chamam artérias e constituem uma particularidade da arquitectura local – construída a golpe de pedra, madeira e telha – desta povoação fronteira com França e Navarra, com um dos cascos urbanos mais bem conservado do Pireneu aragonês. Também tem um dos trajes tradicionais mais ricos e variados de Espanha.
Pertence à rede de Aldeias mais bonitas de Espanha.

## Demografia
| Variação demográfica do município entre 1991 e 2004 | Variação demográfica do município entre 1991 e 2004 | Variação demográfica do município entre 1991 e 2004 | Variação demográfica do município entre 1991 e 2004 |
| --------------------------------------------------- | --------------------------------------------------- | --------------------------------------------------- | --------------------------------------------------- |
| 1991                                                | 1996                                                | 2001                                                | 2004                                                |
| 479                                                 | 509                                                 | 523                                                 | 523                                                 |